# أبو آمنة حامد
أبو آمنة حامد  شاعر وكاتب صحفي سوداني، اسمه الأصلي هو علي حامد علي إيلا آدم، وقد اشتهر بأبي آمنة حامد.

## ميلاده ونشأته وأسرته
ولد في مدينة هَيّا، بولاية البحر الأحمر في شرق السودان وكان في طفولته يرعى الأغنام مع أقرانه في سهول هيا، وكان جده حمد الأمين ترك، أحد زعماء قبيلةالهدندوة البجاوية بشرق السودان ينتمي إلى طائفة الأنصار وهو أمر نادر الحدوث في بيئة تعتبر معقلا لطائفة الختمية. درس في مدرسة وادي سيدنا ثم مدرسة المؤتمر الثانوية، ومنها في كلية الشرطة بالخرطوم حيث تخرج فيها ضابطًا برتبة ملازم وسافر بعد ذلك إلى مصر ليلتحق بجامعة القاهرة ويحصل على درجة البكالوريوس في الإعلام.وله من الأولاد ثلاثة: جمال وظافر ومصطفى (توفي) وأيمن (توفي أيضاً) ومن البنات ثلات: سحر ونسرين وسارة. وزوجته هي السيدة فاطمة التي توفيت بعد شهرين من رحيله.

## حياته العملية
بعد تخرجه في الجامعة عمل ملحقاً ثقافياً بسفارة السودان في القاهرة خلال الفترة من 1974 وحتى 1979. وانتقل منها للعمل بديوان وزارة الخارجية في الخرطوم ولكنه فصل من الوزارة لعدم مراعاته الاهتمام بالمظهر الرسمي لموظفي وزارة الخارجية، عُرف عنه تواضعه وزهده في الحياة وكان أيضاً ساخرًا ومرحًا.
كما عمل بالشرطة السودانية ولكنه فصل منها بسبب مشاركته في مظاهرات احتجاج ضد الحكومة وهو يرتدي الزي الرسمي للشرطة بدلاً من تنفيذ أمر تفريقها.

### ميوله السياسية
تأثر بالزعيم المصري جمال عبد الناصر إلى درجة أنه أطلق على أول مولود له اسم « جمال عبد الناصر حسين أبو آمنة حامد»، وقد ألقى قصيدته «جمال العربي» ، أمام الرئيس عبد الناصر.

## أشعاره
نظّم أبو آمنة الشعر منذ صغره وصدر له أول ديوان شعر وهو في سن العشرين في المرحلة الثانوية واشتهرت أعماله الشعرية بتنوعها من حيث الموضوع والنظم واللغة. وكان يعالج موضوعاته من خلال نماذج اجتماعية وأخرى سياسية. فكتب في ظاهرة الزواج بأجنبيات في السودان في ستينيات القرن الماضي وفي الغزل والمدح والرثاء وكانت أعماله تصدر أحيانا باللغة العربية الفصحى و مرات أخرى بالعامية السودانية. وقد ارتبطت معظمها بالغناء. تغنى بأعماله مطربون سودانيون كبارمن بينهم صلاح بن البادية في قصيدة «سال من شعرها الذهب» وهي من القصائد المكتوبة باللغة العربية الفصحى ولاقت رواجاً في العالم العربي خاصة في بلدان مثل سلطنة عمان. ومن الفنانين المغنين الآخرين الذين تغنوا بقصائد أبو آمنة الفنان محمد وردي في أغنيته بالعامية السودانية «نحب من بلدنا» والفنان صالح الضي في قصيدة نحن ما ناسك، والفنان عبد الكريم الكابلي قصيدة «جمال العربي» والتي يقول فيها:
قم صلاح الدين وأشهد بعثنا
في لقاء القائد المنتصر
شعبنا الأسمر من فرحته
والتقت نهضتنا بالعربِ
يوم صافحنا جمال العربي
أنت يا ناصر في أرضي هنا
لست بالضيف ولا المغترب
مرحباً بالقائدِ المنتصر
مرحباً بالثائر
ويرى بعض النقاد إن الشاعر أبو آمنة حامد من المتأثرين جداً بالشاعر السوري نزار قباني من حيث معالجته لموضوع المرأة وبناء القصيدة واستخدامه لمختلف صور البلاغة في لغة نصوصه من تورية وطباق ومقابلة وجناس، في حين يصنفه البعض ضمن شعراء الرومانسية. وقد كان إسلوبه أقرب إلى النقد الصريح مع بعض التهكم الفكاهي.

## دوواينه
صدر لأبي آمنة حامد ديواني شعر أحدهما بعنوان «شعرها الذهب » والآخر يحمل عنوان «ناصريون نعم».
وقد كتب أبو آمنة حامد قصائد ديوانه « شعرها الذهب» وهو طالب في المرحلة الثانوية وقدم لها الشاعر المصري عبد الرحمن الخميسي.

## وفاته
توفي أبو آمنة حامد في ديسمبر / كانون الأول 2006 عن عمر ناهز السبعين عاماً.